# Adayr Eiras de Araújo
Adayr Eiras de Araújo (Porto Alegre, 24 de dezembro de 1910 – 29 de abril de 2002) foi um médico brasileiro.
Foi eleito membro da Academia Nacional de Medicina em 1969, ocupando a Cadeira 71, que tem José Antônio de Abreu Fialho como patrono.